# Икике
Ики́ке (исп. Iquique) — город и морской порт в Чили. Административный центр одноимённой коммуны, провинции Икике и области Тарапака.
Территория — 2242,1 км². Численность населения — 191 468 жителей (2017). Плотность населения — 85,4 чел./км².

## Расположение
Город Икике расположен на западе области Тарапака, на берегу Тихого океана в 1475 км севернее столицы государства, города Сантьяго. Город расположен на Панамериканском шоссе, на границе пустыни Атакама.
Коммуна граничит:
- на севере — коммуна Уара;
- на востоке — коммуны Альто-Осписио и Посо-Альмонте;
- на юге — коммуна Токопилья;
- на западе — Тихий океан.

## Достопримечательности
Дворец Асторека (Palacio Astoreca) построен в 1904 из орегонской сосны. Его архитектура выполнена в георгианском стиле; здание имеет 2 этажа и площадь в 1400 м². Дом принадлежал семье Дона Хуана Ихинио Асторека, владельца предприятий по добыче селитры. Дворец и его комнаты украшены мебелью различных стилей. Дворец Асторека — архитектурная жемчужина города, демонстрирующая посетителям величие ушедшей эпохи.

## История
Город основан в XVI веке конкистадорами.
13 августа 1868 года в провинции Арика произошло одно из самых сильных землетрясений в истории, которое докатилось и сюда; число погибших и пострадавших исчислялось тысячами, кроме того был нанесён серьёзный материальный ущерб.
В 1879 году, во время Тихоокеанской войны 1879—1884 (после которой Тарапака отошла от Перу к Чили), вблизи Икике произошло крупное морское сражение между кораблями чилийского и перуанского флотов.
В 1907 году в Икике произошло крупное выступление рабочих, крайне жестоко подавленное и закончившееся гибелью 2 тысяч человек. В 1877 году город вновь сильно пострадал от землетрясения.

## Экономика
Основные отрасли промышленности включают консервирование рыбы, очистку нефти, очистку сахара, изготовление цемента и судостроение. Город является одним из главных морских портов Чили и обслуживает область, которая богата нитратами, иодом, солями и гуано. Железнодорожные линии соединяют Икике с центрами горной промышленности области и другими прибрежными городами. Поскольку город находится в сухой области, он имеет подземное водоснабжение — вода откачивается на расстоянии 89 километров от города.

## Климат
Климат — тропический сухой. Круглый год держится умеренно тёплая или жаркая погода. В связи с близостью к пустыне осадки крайне редки и возможны лишь в период с июня по сентябрь.
| Показатель                    | Янв. | Фев. | Март | Апр. | Май  | Июнь | Июль | Авг. | Сен. | Окт. | Нояб. | Дек. | Год  |
| ----------------------------- | ---- | ---- | ---- | ---- | ---- | ---- | ---- | ---- | ---- | ---- | ----- | ---- | ---- |
| Средний суточный максимум, °C | 24,9 | 25,2 | 24,1 | 22,3 | 20,3 | 19,0 | 18,0 | 18,1 | 18,8 | 20,0 | 21,7  | 23,6 | 21,3 |
| Средний суточный минимум, °C  | 17,6 | 17,6 | 16,8 | 15,1 | 14,1 | 13,5 | 13,1 | 13,3 | 13,8 | 14,5 | 15,3  | 16,5 | 15,1 |
| Норма осадков, мм             | 0    | 0    | 0    | 0    | 0    | 0,3  | 0,1  | 0    | 0,2  | 0    | 0     | 0    | 0,6  |
| Источник: World Weather       |      |      |      |      |      |      |      |      |      |      |       |      |      |

## Демография
Согласно сведениям, собранным в ходе переписи 2017 года Национальным институтом статистики (INE),  население коммуны составляет:

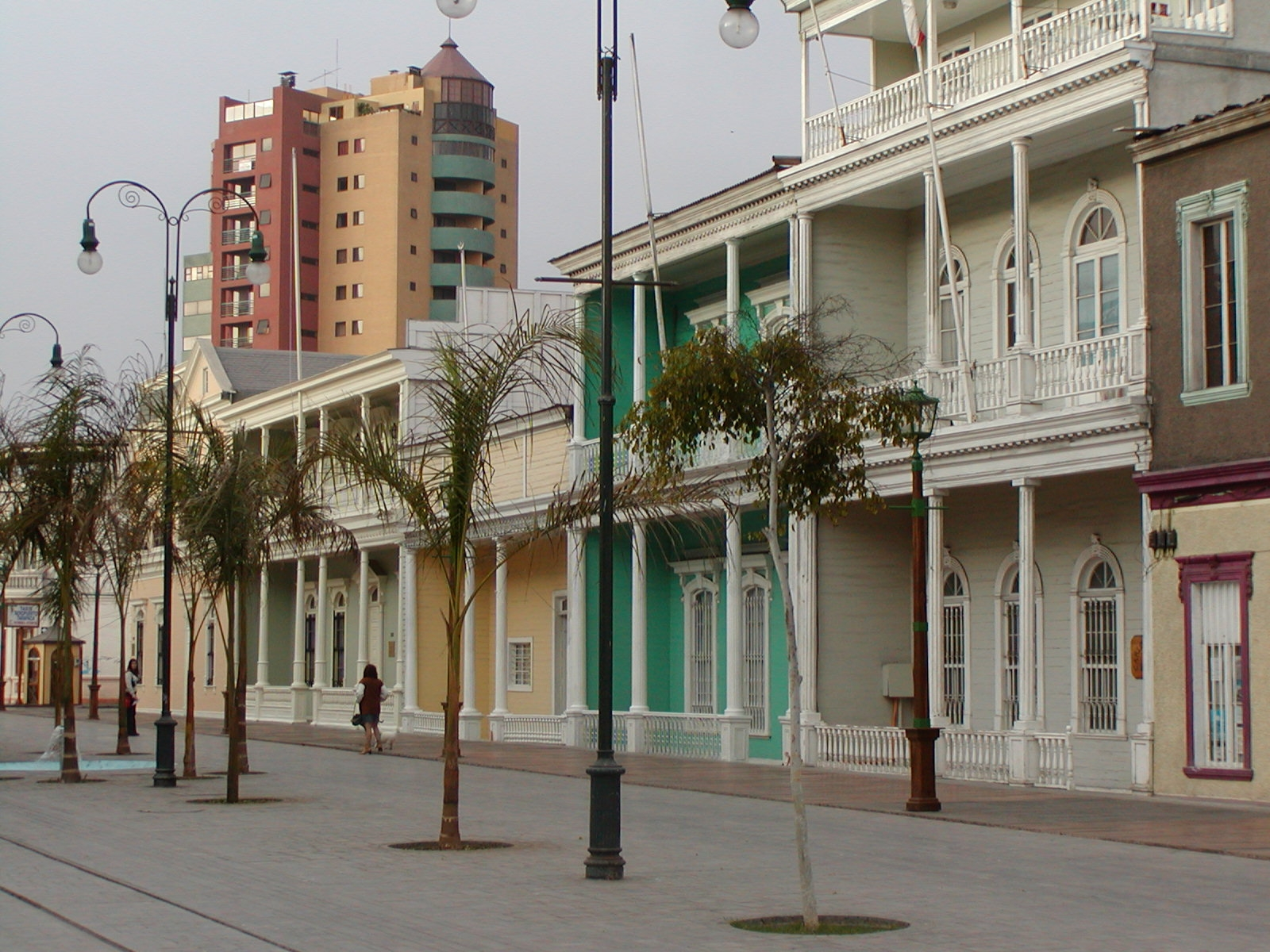
Бульвар Бакедано

| Полное население                          | Полное население                          | Полное население                          | Полное население                          | Полное население                          | 191 468 |
| ----------------------------------------- | ----------------------------------------- | ----------------------------------------- | ----------------------------------------- | ----------------------------------------- | ------- |
| в том числе:                              | Городское население                       | 189 065                                   | Процент городского населения, %           | 98,74                                     |         |
|                                           | Сельское население                        | 2 403                                     | Процент сельского населения, %            | 1,26                                      |         |
|                                           | Мужское население                         | 94 897                                    | Процент мужского населения, %             | 49,56                                     |         |
|                                           | Женское население                         | 96 571                                    | Процент женского населения, %             | 50,44                                     |         |
| Плотность населения, чел/км²              | Плотность населения, чел/км²              | Плотность населения, чел/км²              | Плотность населения, чел/км²              | Плотность населения, чел/км²              | 85,4    |
| Население коммуны в % к населению области | Население коммуны в % к населению области | Население коммуны в % к населению области | Население коммуны в % к населению области | Население коммуны в % к населению области | 57,92   |

| Динамика изменения населения коммуны | Динамика изменения населения коммуны | Динамика изменения населения коммуны | Динамика изменения населения коммуны |
| ------------------------------------ | ------------------------------------ | ------------------------------------ | ------------------------------------ |
| 1992                                 | 2002                                 | 2012                                 | 2017                                 |
| 151677                               | 216419▲                              | 184953▼                              | 191468▲                              |

## Важнейшие населённые пункты[7]
| № | Название     | Название (кит.) | Статус  | Население чел. (2017) | На карте                        |
| - | ------------ | --------------- | ------- | --------------------- | ------------------------------- |
| 1 | Икике        | Iquique         | город   | 188003                | 20°13′20″ ю. ш. 70°08′31″ з. д. |
| 2 | Чанавайита   | Chanavayita     | поселок | 603                   | 20°42′15″ ю. ш. 70°11′15″ з. д. |
| 3 | Сан-Маркос   | San Marcos      | деревня | 259                   | 21°06′43″ ю. ш. 70°07′10″ з. д. |
| 4 | Лос-Вердес   | Los Verdes      | село    | 216                   | 20°25′51″ ю. ш. 70°09′09″ з. д. |
| 5 | Карамучо     | Caramucho       | деревня | 206                   | 20°39′45″ ю. ш. 70°10′59″ з. д. |
| 6 | Рио-Секо     | Rio Seco        | деревня | 131                   | 20°59′49″ ю. ш. 70°09′40″ з. д. |
| 7 | Плайя-Бланка | Playa Blanca    | деревня | 85                    | 20°19′54″ ю. ш. 70°08′34″ з. д. |
| 8 | Чанавайя     | Chanavaya       | деревня | 76                    | 20°53′52″ ю. ш. 70°08′16″ з. д. |
| 9 | Посо-Тойо    | Pozo Toyo       | деревня | 73                    | 20°27′15″ ю. ш. 70°09′27″ з. д. |

## Города-побратимы

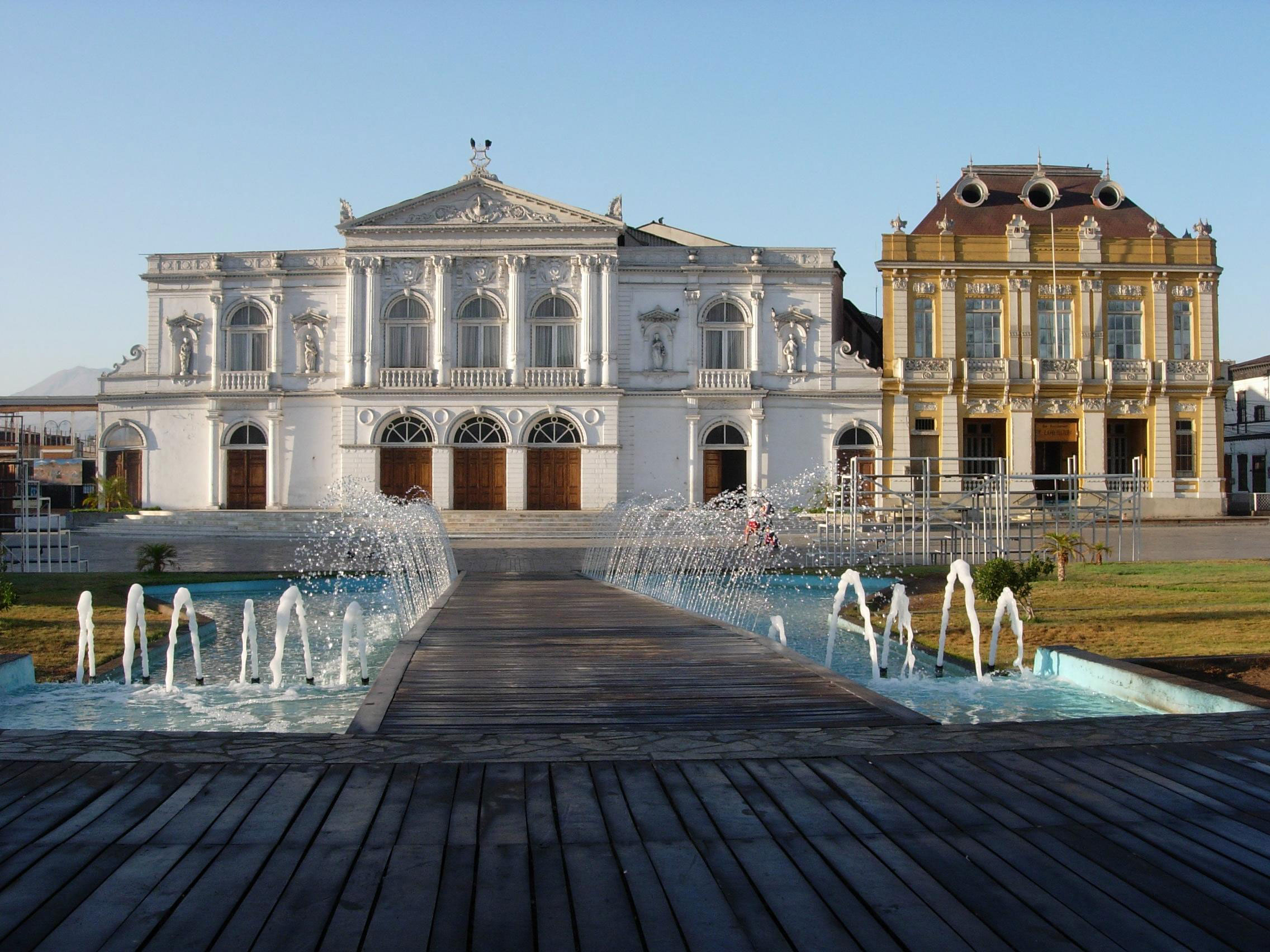
Муниципальный театр Икике

- Боливия: Оруро
- Китай: Тайчжоу
- ОАЭ: Абу-Даби
- США: Майами
- Израиль: Ашкелон
- Италия: Оппидо-Лукано, Рапальо
- Парагвай: Асунсьон
- Перу: Арекипа, Такна
- Аргентина: Санта-Фе